# کیبیرا

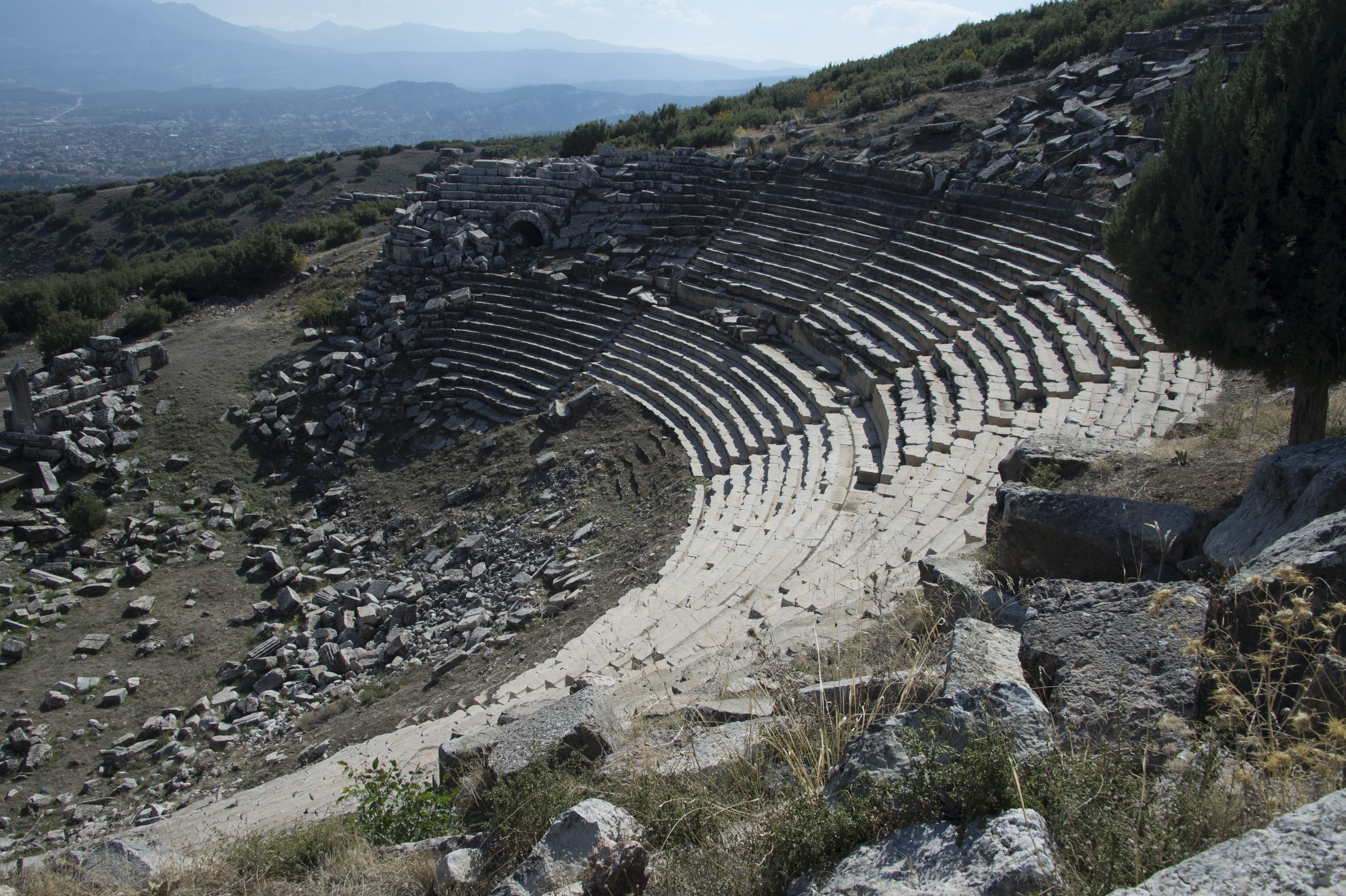
تئاتر کیبیرا

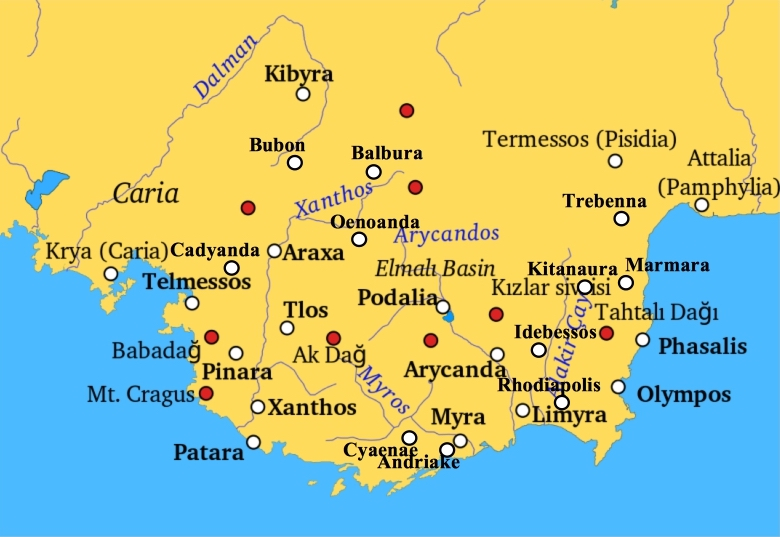
شهرهای لیکیه باستان

کیبِیرا (یونانی: Κίβυρα) که به آن سیبِیرا مگنا نیز گفته می‌شد، یک شهر یونان باستان در نزدیکی شهر کنونی گل حصار در استان بوردور ترکیه بود. این شهر خارج از محدوده شمال غربی استان باستانی لیکیه قرار داشت و شهر اصلی یک ایالت مستقل به نام سیبیراتیس بود. از سال ۲۰۱۶ در فهرست موقت میراث جهانی در ترکیه گنجانده شده است.

## تاریخچه

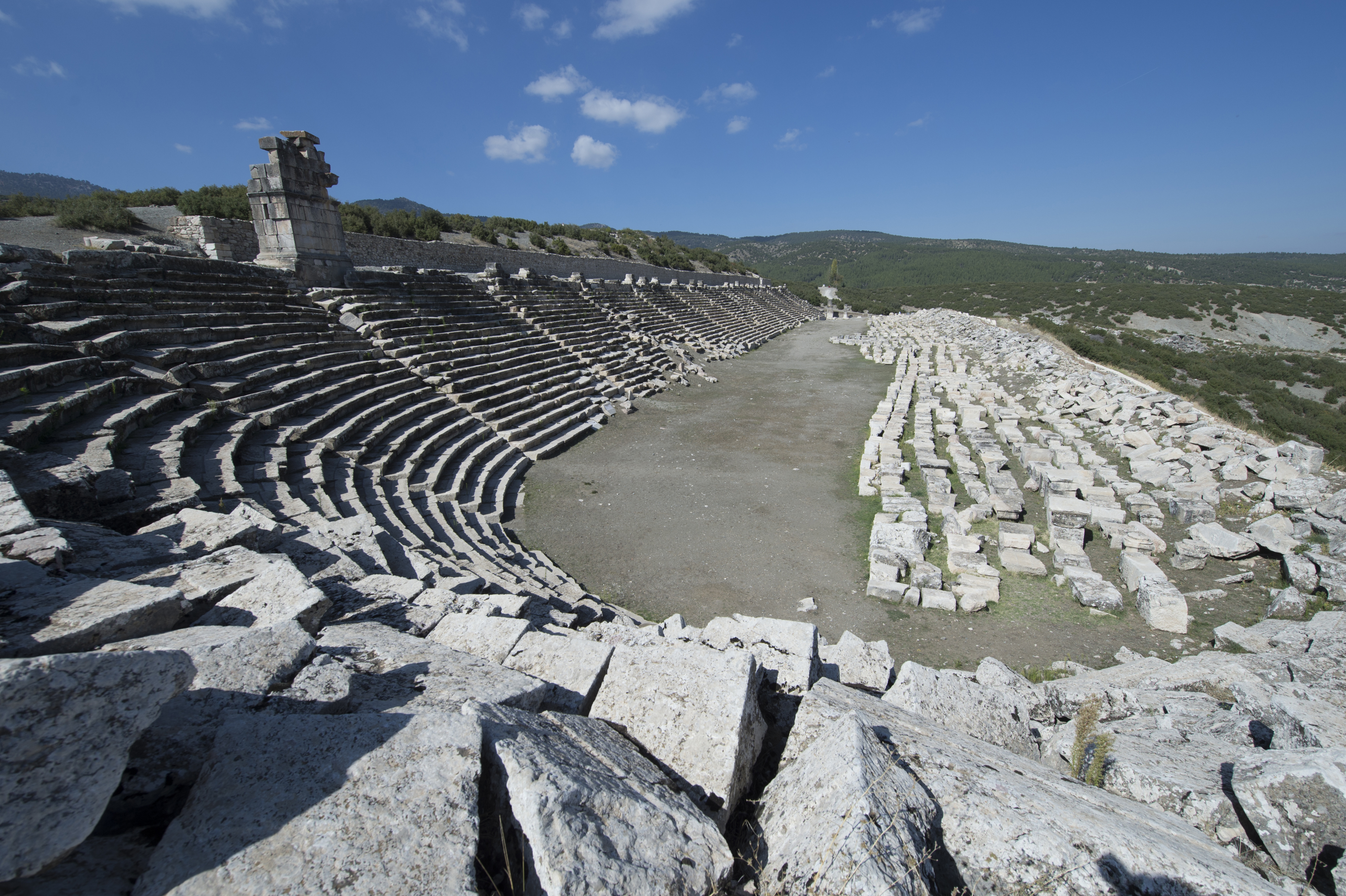
استادیوم

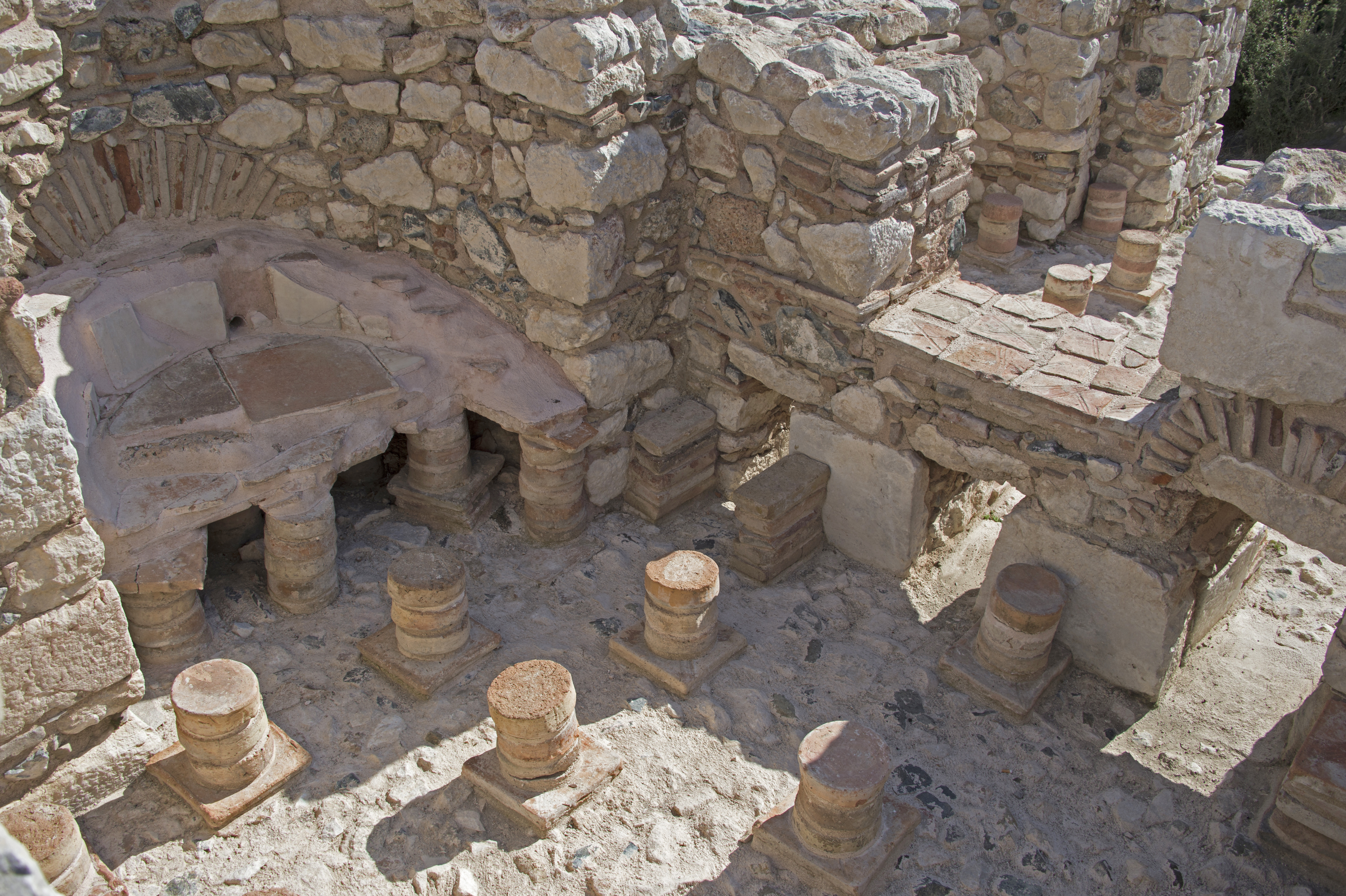
حمام روم شرقی

این شهر در منابع ادبی کهن ذکر شده است. به گفته استرابون، کیبیراتئا (یونانی باستان: Κιβυρᾶται) از نوادگان لیدیایی‌ها هستند که کوچ کردند و منطقه سیبراتیس را اشغال کردند و پیسیدیان همسایه را تحت سلطه خود درآوردند. مدت کوتاهی پس از ورود، آنها محل سکونت خود را به شهر جدیدی منتقل کردند. حرکت به شهر توسط یافته‌های باستان‌شناسی در سایت اویتوپتنار در حدود ۱۸ کیلومتر دورتر از سیبیرا تأیید می‌شود، جایی که خرابه‌هایی از اوایل عصر آهن احتمالاً سکونتگاه‌های قبلی مربوط به حدود ۳–۴ قبل از میلاد قرن بود.
در دوران حاکمیت ایومنس دوم (۱۹۷–۱۵۹ قبل از میلاد)، به نظر می‌رسد که سیبیرا توسط پادشاهی پرگامون اداره می‌شده است.
این شهر در قرن دوم پیش از میلاد قدرتمند شد، منابع باستانی و سایر اسناد مکتوب نشان می‌دهند که کیبیرا به دلیل آهنگری، پردازش چرم و پرورش اسب مشهور بوده است. تحقیقات دیگر نشان می‌دهد که تولید سفال در این منطقه نیز بسیار شدید بوده است. قلمرو آن بین پیسیدیا و میلاس مجاور تا لیکیا و پره رودیان امتداد داشت. در این زمان با سه شهر مجاور لیکیایی، بوبون، بالبورا و اونوآندا ملحق شد تا کنفدراسیونی به نام تتراپولیس تشکیل دهد. در داخل این کنفدراسیون، سه شهر دیگر دارای تک رأی بودند، اما سیبیرا دو رأی داشت، زیرا می‌توانست ۳۰۰۰۰ پیاده‌نظام و ۲۰۰۰ سواره نظام را گرد آورد.
نام شهر سیبیرا اولین بار توسط لیوی در گزارش خود از عملیات گانائوس مانلیوس وولسو در سال ۱۸۹ قبل از میلاد در طول جنگ گالاتیا ذکر شده است. مانلیوس از قسمت بالای دره رودخانه مائاندر و از طریق کاریا به سیبیرا نزدیک شد. او احتمالاً از طریق دره کارائوک که از طریق آن جاده ای از سیبیرا به لائودیسه در رودخانه لیکوس منتهی می‌شد، پیشروی کرد. مانلیوس ۱۰۰ تالنت و ۱۰۰۰۰ مدیمنی گندم از موآگتس اول، ستمگر سیبیرا خواست و گرفت. لیوی می‌گوید که موآگتس علاوه بر سیبیرا، سیلیوم و آلیمنه را نیز کنترل می‌کرد. ویلیام اسمیت پیشنهاد کرد که آلیمنه را می‌توان با بقایای یک شهر بزرگ در جزیره ای در دریاچه گل‌حصار، که توسط یک گذرگاه باستانی به سرزمین اصلی متصل می‌شد، منطبق کرد.
به دنبال معاهده آپامئا در سال ۱۸۸ قبل از میلاد، سیبیرا بخشی از پادشاهی آتالیه شد.

### حکومت روم
در سال ۱۳۳ قبل از میلاد، آخرین پادشاه آتالیه، آتالوس سوم پادشاهی خود را به جمهوری روم واگذار کرد، که آن را دوباره به عنوان استان آسیا ابقا کردند. مشخص نیست که آیا سیبیرا بخشی از استان جدید را تشکیل می‌داد یا مانند بقیه لیکیا به آن آزادی اعطا شد.
در سال ۸۳ قبل از میلاد، در طول جنگ‌های اول مهردادی، ژنرال رومی، لوسیوس لیسینیوس مورنا، آخرین حاکم مستبد شهر را که پسر یک پانکراتس بود، خلع کرد و اتحادیهٔ تتراپولیس را منحل کرد. بالبورا و بوبون به لیگ لیسیان منصوب شدند.
استرابون در آغاز قرن اول پس از میلاد می‌نویسد که سیبراته‌ها به چهار زبان صحبت می‌کردند: پیسیدی، سولیمی، یونانی و لیدیایی. این امر سیبیرا را به آخرین محلی تبدیل می‌کند که زبان لیدیایی که در آن زمان در خود لیدی بر اساس گزارش‌های موجود منقرض شده بود، وجود داشته است.
سیبیرا در سال ۲۳ بعد از میلاد در زمان تیبریوس در اثر زلزله‌ای به شدت آسیب دید. امپراتور توصیه کرد یک مشورت سنا تصویب شود تا آن را از پرداخت مالیات (tributum) به مدت سه سال معاف کند. در قسمتی که در مورد این رویدادها بحث می‌کند، تاسیتوس شهر را با نام civitas Cibyratica apud Asiam (جامعه سیبیرایی در آسیا) می‌نامد. بیشتر ساختمان‌های حفظ شده در شهر پس از آن زلزله ساخته شده‌اند. امپراطوران بعدی روم در بازسازی شهر کمک کردند، به ویژه کلودیوس که پس از او شهروندان قدرشناس ، قیصریه را به افتخار او به نام شهر اضافه کردند، همان‌طور که کتیبه ای به «شورا و مردم سیبیرای قیصری» اشاره می‌کند (Καισαρεων Κιβυρατων ἡ βουλη και ὁ δημος) و توسط افسانه «سزارین» (Καισαρεων) که روی برخی از سکه‌های سیبیرا آمده است. آنها همچنین شروع به مشارکت در بازیها کردند و از سال ۲۵ پس از میلاد شروع به آشنایی با دوره جدیدی کردند.
هادریان در حین سفر به استان‌های شرقی امپراتوری، در سال ۱۲۹ به کیبیرا رسید و امتیازات زیادی به ساکنان آن اعطا کرد.
به گفته پلینی بزرگ، سیبیرا مرکز یک محله (منطقه بزرگ) بود که شامل بیست و پنج شهر بود. لائودیسه در لیکوس یکی از شهرهای اصلی این کُنوِنتوس بود.
شاعر هوراس از کیبیرا به عنوان مکان تجارت بزرگ یاد می‌کند ویلیام اسمیت خاطرنشان می‌کند که موقعیت آن برای تجارت چندان مطلوب به نظر نمی‌رسد، زیرا نه در دریا و نه در جاده بزرگ است، و نشان می‌دهد که این شهر ممکن است غلات دره سند را صادر کرده باشد. سنگ آهن در سیبراتیس فراوان بود و یکی از ویژگی‌های آن این بود که آهن آن به راحتی با اسکنه یا ابزار تیز دیگر بریده می‌شد.
دو هنرمند سیبیرا بیش از آنکه به خاطر مهارت هنری‌شان شهرت داشته باشند، به خاطر مهارت‌هایشان مشهور بودند.
زلزله دیگری در سال ۴۱۷ رخ داد و شهر نتوانست خود را کاملاً بازسازی کند. آخرین ساکنان شهر در قرن هشتم، به مقصد سکونتگاه هرزم که امروزه به نام گلحصار معروف است کوچ کردند.

## کتابشناسی
- Berns, Christof; Ali Ekinci, H. (2015). "Gladiatorial games in the Greek East: a complex of reliefs from Cibyra". Anatolian Studies. 65: 143–179. doi:10.1017/S0066154615000095.
- Corsten, T. (2002). Die Inschriften von Kibyra. Bonn.
- Erkelenz, D. (1998). "Zur Provinzzugehorigkeit Kibyras in der romischen Kaiserzeit". Epigraphica Anatolica. 30: 81–95.
- Japp, Sarah (2009). "The local pottery production of Kibyra". Anatolian Studies. 59: 95–128. doi:10.1017/S0066154600000910.
- Milner, N. P. (1998). An epigraphical survey in the Kibyra-Olbasa region conducted by A.S. Hall. London: British Institute of Archaeology at Ankara. ISBN 978-1-912090-62-4.